# Alexei Starobinskii
Alexei Starobinskii (n. 19 aprilie 1948, Moscova, RSFS Rusă, URSS – d. 21 decembrie 2023, Moscova, Rusia) a fost un fizician sovietic și rus, membru al Academiei de științe din Federația rusă, de origine evreiască.

## Biografie
Starobinskii a absolvit facultatea de fizică, catedra de teorie cuantică a Universității Lomonosov din Moscova în anul 1972. A fost studentul academicianului Iacov Zeldovici. Membru PCUS. În anul 1974 a devenit candidat în științe fizico-matematice. A lucrat după avbsolvirea Universității la Institutul de fizică teorietică în mumele lui L.D. Landau din Moscova, unde actualmente este cercetător științific principal.  În anul 1985 a susținut teza de doctor în științe fizico-matematice, iar în anul 1991 a devenit membru-corespondent al Academiei de științe din Rusia. În anul 2011 a devenit membru deplin al Academiei de științe din Rusia.   

## Creația științifică
În anul 1973 a soluționat una dintre problemele foarte dificile din fizica găurilor negre- a obținut soluția analitică a  ecuatiei de undă în câmp gravitațional Kerr, pentru care s-a invrednicit de gradul științific de candidat în științe fizico-matematice.Acest rezultat a fost generalizat de moldovenii A.Gaina și Fiodor Kochorbe pentru particule cu masa de repaos. Mai mult aceștia doi au arătat cum se poate obține prin aplicarea matricei S pentru scattering a spectrului stărilor legate a particulelor cu masa de repaos nenula  Ulterior a generalizat acest rezultat pentru unde electromagnetice și gravitaționale.
Interesele  științifice s-au deplasat treptat spre cosmologie, unde s-a preocupat de
A) problema generării de partciule cuantice în Universul anizotropic
B) problema soluționării dificultăților teoriei standart cosmologice.
În cadrul celei de a doua probleme a ajuns la concluzia, că Universul a trecut printr-o fază de inflație după Big-Bang. Acaeași concluzie a fost formulată independent și de fizicienii Alan Guth (SUA) și Andrei Linde (URSS). Ulterior această teorie a obținut denumirea de teorie a Universului inflaționar, devenind unletrior una dintre cele mai importante teorii cosmologice. Teoria Universului inflaționar este și astăyi teoria quasiunanim acceptată, cu excepția teoriilor creaționiste.

## Publicații și informații scientologice
Starobinskii a publicat circa 255 de lucrări științifice, cu un indice H=57 (ADS NASA). A redactat un volum de lucrări al academicianul Iakov Zeldovici, intitulat "Particule, nuclee, Universul".

## Alte informații
- Președinte al Societății de gravitație din Rusia (din 2017)

## Discipoli
- Lev Kofman
- Varun Sahni
- D. Pogosyan
- Junichi Yokoyama
- A. Mezhlumyan